# 가비 콘셉시온
가비 콘셉시온(영어: Gabby Concepcion, 1964년 11월 5일 ~ )는 필리핀의 배우이다.